# レビュートーメン
レビュートーメン（Revue Thommen ）は1853年スイスでゲデオン・トーメン（Gedeon Thommen ）が創業した時計メーカーである。1920年頃に計測器部門ができて航空機用計器に進出した。

## 時計製品

### クリケット
1947年、ヴァルカン (時計メーカー)が世界で初めてアラーム付き腕時計「クリケット」を発売した。クリケットとはコオロギのことで、アラーム音がコオロギの鳴き声に似ていることから、ペットネームとなった。米国大統領が新たに就任すると、ヴァルカンがこれをホワイトハウスに送ったため、歴代の大統領が所持することとなった。1962年、ヴァルカンはレビュートーメンと共にMSRグループを設立したが、やがて圧倒的に企業規模の大きなレビュートーメンに取り込まれていく。その後、クリケットはレビュートーメンブランドで販売されている。現在もジャガールクルトのメモボックスと並んで最もよく知られるアラーム付き腕時計である

### ランドマーク
文字盤で簡易的な方位測定が出来るようになっている。

## 計器製品
航空機用計器の一環として気圧計式高度計が製造されている。日本では時計製品と並んで登山用に広く知られている。